# Jon Irisarri
Jon Irisarri Rincón (Leaburu, 9 november 1995) is een voormalig Spaans wielrenner die als beroepsrenner reed voor Caja Rural-Seguros RGA.

## Carrière
In 2015 werd Irisarri elfde in de Ronde van Portugal van de Toekomst. Een jaar later wist hij vierde te worden, nadat hij op het nationale kampioenschap op de weg voor beloften naar de tweede plaats reed. Voordat hij hieraan deelnam had hij zijn eerste profcontract, met ingang van 2017, al getekend: hij verbond zich voor twee jaar aan Caja Rural-Seguros RGA en zou vanaf 27 juli al stage lopen. Tijdens deze stageperiode eindigde hij onder meer op plek 21 in de Ronde van Piemonte.
In zijn eerste jaar als prof nam Irisarri onder meer deel aan de Ronde van het Baskenland. Daarnaast werd hij zeventiende in de Ronde van de Vendée en maakte hij deel uit van de Spaanse selectie voor het Europese kampioenschap.

## Baanwielrennen

### Palmares
| Jaar | SK                   | EK | WK | Overig |
| ---- | -------------------- | -- | -- | ------ |
| 2014 | Ploegenachtervolging |    |    |        |

## Wegwielrennen

### Resultaten in voornaamste wedstrijden
|      | \| Jaar \| Clásica San Sebastián \| \| ---- \| --------------------- \| \| 2019 \| opgave \| \| 2020 \| \| \| 2021 \| opgave \| |
| Jaar | Clásica San Sebastián |
| 2019 | opgave |
| 2020 | |
| 2021 | opgave |

## Ploegen
- 2014 –  Euskadi (stagiair vanaf 31-7)
- 2016 –  Caja Rural-Seguros RGA (stagiair vanaf 27-7)
- 2017 –  Caja Rural-Seguros RGA
- 2018 –  Caja Rural-Seguros RGA
- 2019 –  Caja Rural-Seguros RGA
- 2020 –  Caja Rural-Seguros RGA
- 2021 –  Caja Rural-Seguros RGA

Aberasturi · Aristi · Barbero · Etxeberria · Iturria · Larrinaga · Lechuga · Mínguez · Orbe · Txoperena · Zuazubiskar · Irisarri (stagiair) · San Sebastián (stagiair)
Aramendia · Arroyo · Barbero · Benito · Bilbao · Carthy · Ferrari · Gallego · D. Gonçalves · J. Gonçalves · Lastra · Madrazo · Mas · Molina · Pardilla · Prades · Rosón · Rubio · Sáez · Vilela · Azkarate (stagiair) · Irisarri (stagiair) · Zabala (stagiair)
Aranburu · Arroyo · Benito · Butler · Celano · Ferrari · Irisarri · Lastra · Mas · Molina · Oien · Page · Pardilla · Prades · Reis · Rosón · Rubio · Sáez · Schultz · Trofimov · Zabala · Pelegrí (stagiair) · Serrano (stagiair) · Sola (stagiair)
Amezqueta · Aranburu · Benito · Celano · Cuadros · Ferrari · Irisarri · Lastra · Mas · Molina · Moreira · Oien · Pardilla · Reis · Rodríguez · Schultz · Serrano · Silva · Soto · Yssaad · Zabala
Aberasturi · Amezqueta · Aranburu · Banaszek · Cañellas · Cepeda · Tsjernetski · Cuadros · Gonçalves · González · Irisarri · Lastra · Malucelli · Molina · Mora · Moreira · Nicolau · Pardilla · Rodríguez · Serrano · Soto · Lazkano (stagiair) · Martín (stagiair) · Pascual (stagiair)